# Craspedolobium unijugum
Craspedolobium unijugum là một loài thực vật có hoa trong họ Đậu. Loài này được (Gagnep.) Z. Wei & Pedley mô tả khoa học đầu tiên năm 2010.